# Événement de Laschamp
L'événement de Laschamp est une brève inversion du champ magnétique terrestre remontant à entre −42 200 et −41 500 ans, soit à la fin de la dernière période glaciaire. Il a été découvert grâce à des anomalies géomagnétiques trouvées dans les coulées de lave de Laschamps et d'Olby près de Clermont-Ferrand (Puy-de-Dôme, région Auvergne-Rhône-Alpes, France), dans les années 1960,.
L'événement de Laschamp est la première excursion géomagnétique à être découverte, et reste à ce jour la plus étudiée.

## Contexte et effets
Depuis sa découverte, l'excursion magnétique a été mise en évidence dans les archives géologiques de nombreuses régions du monde. La transition du champ « normal » au champ « inversé » a duré environ 250 années, et est restée ainsi pendant environ 440 années. Au cours de cette transition, le champ magnétique terrestre a diminué jusqu'à un minimum de 5 % de son intensité actuelle, et était à environ 25 % de son intensité actuelle lorsqu'il s'est complètement inversé. Cette réduction de l'intensité du champ géomagnétique a entraîné une augmentation du nombre de rayons cosmiques atteignant la Terre, provoquant une plus grande production d'isotopes cosmogéniques de béryllium 10 et de carbone 14, une diminution de l'ozone atmosphérique et des changements dans la circulation atmosphérique.
Cette perte du bouclier géomagnétique aurait contribué à l'extinction de la mégafaune australienne, à l'extinction des Néandertaliens et à l'apparition de l'art rupestre,,. Cependant, le manque de preuves corroborant un lien de cause à effet entre l'événement de Laschamp et les goulets d'étranglement de population de nombreuses espèces de mégafaune, ainsi que les changements radio-isotopiques relativement modérés au cours de l'événement, ont jeté un doute important sur l’influence réelle de cet événement sur les changements environnementaux mondiaux.
Parce qu'elle s'est produite il y a environ 42 000 ans, cette excursion géomagnétique a été appelée l'événement d'Adams ou l'événement géomagnétique transitionnel d'Adams, en hommage à l'écrivain de science-fiction Douglas Adams, qui a écrit dans Le Guide du voyageur galactique que « 42 » était la réponse à la vie, à l'univers et à tout le reste,.

## Recherche
Le Conseil australien de la recherche finance des recherches pour analyser un arbre kauri découvert en Nouvelle-Zélande en 2019. La datation au radiocarbone révèle que l'arbre était vivant il y a 42 500 à 41 000 ans, dans le laps de temps de l'événement,.